# Vulgrin III d'Angoulême
Vulgrin III Taillefer est comte d'Angoulême de 1179 à sa mort en 1181. Il succède à Guillaume VI d'Angoulême, son père.
Il semble avoir eu un rôle très important dès avant 1179, puisque Raoul de Diceto, l'appelant Bulgarin ou Bugrius, nous apprend qu'il menait la ligue des seigneurs d'Aquitaine contre Richard Cœur de Lion, duc d'Aquitaine. Cette ligue a ravagé le pays pendant quelques années ; Raoul de Diceto, peut-être partial de par son statut de chroniqueur au service des rois d'Angleterre, nous les décrit comme des « destructeurs de châteaux, des pillards de campagnes, des brûleurs d’églises, des oppresseurs de vierges. » Après nombre de batailles, dont une lourde défaite contre les armées réunies de Thibault Chabot, chef de la milice ducale, et de Jean, évêque de Poitiers, la ligue est finalement vaincue par les forces de Richard, qui oblige tous les grands seigneurs de la ligue à traverser la mer pour se rendre à Winchester, afin d'obtenir le pardon du roi d'Angleterre, qu'ils obtinrent, le 21 septembre 1177.
Vulgrin a eu pour unique descendance sa fille Mathilde d'Angoulême, évincée de la succession de son père par ses oncles, Guillaume et Adémar, malgré le soutien du duc d'Aquitaine.